# Телефонний розіграш
Телефонний розіграш (англ. prank — витівка; жарт) — телефонне хуліганство та розіграш вживу "на публіку". Телефонні хулігани здійснюють телефонні дзвінки (зазвичай анонімні) до своїх жертв, і шляхом провокацій та жартів змушують жертву до яскравої відповідної реакції. 
В сучасному світі пранк використовують для розіграшу з корисливою метою, іноді це невинні жарти, іноді це емоційне насильство/домашнє насильство, яке здійснюється "на публіку", для Youtube, соціальних мереж з метою отримання бурхливої реакції та доведення жертви до психозу, істерики, сліз, стресу - для отримання лайків та монетизації. 

## Жанри розіграшу
- «Важкий» (англ. hard) — це звичайна телефонна розмова, метою якої є доведення жертви до стану гніву або істерики. Для цього жанру характерна велика кількість нецензурних лайок. Як правило, жертва на початку розробки, зрозумівши, що дзвінок — не помилка і не випадковість, загрожує хуліганам покаранням через правоохоронні органи або позазаконною розправою.
- «Легкий» (англ. light) — метою цього розіграшу є бажання посміятися разом з жертвою, пожартувати або поговорити по душах. Хуліган зазвичай грає більш активну роль, ніж у «Важкому» жанрі.
- «Радіорозіграш» — різновид важкого розіграшу. Являє собою дзвінок до радіостанції і розіграш ведучих у прямому ефірі (часто присутня нецензурна лексика)[6]. Однією з жертв цього розіграшу є російська радіостанція «Ехо Москви»[6].
- «Технорозіграш» складається з прокручування аудіозаписів висловів відомих жертв іншим жертвам[7]. Грамотно і професійно виконаний технорозіграш створює автентичне враження того, хто телефонує до живої людини. Відомі випадки прокручування записів тим самим жертвам, чиї вислови і були записані («дзеркальний технорозіграш»). При успішному виконанні жертва не розуміє, що лається зі своїм власним записом.
- Іншим різновидом є «конференція», тобто, з'єднання двох або більше жертв у дзвінок-конференцію[8]. У конференції поступальний рух часто досягається попереднім телефонуванням до однієї з жертв, що дозволяє відразу ж після з'єднання викликати напруження емоцій. Без підігріву «конференція» незмінно згасає після ритуального розбирання «це не я Вам телефоную, це Ви мені телефонуєте».
- «Мікс» теж можна назвати мистецтвом, пов'язаним з телефонним розіграшем. Це накладення вирізаних висловів на яку-небудь музику — або чужу, або написану самим хуліганом[2][3][8][9].
- «Пранк» — розіграш. Термін «пранк» набув великої популярності і починаючи приблизно з 2010 року використовується як самостійний термін. До нього можна віднести «таємні» розіграші, коли людина не бачить, що її рузігрують; «пікап — пранк», коли хлопцю або дівчині потрібно зібрати якомога більше телефонів протилежної статті; «хорор-пранк» — пранк, де використовується стилізація з фільму жахів.

## Пранк публічних осіб
- Російський пранк публічних осіб іноді стосується скасування концертів, зокрема російський співак Моргенштерн, який виставив на продаж білети, анонсував виступ у Запоріжжі, скасував свій концерт, проте продаж білетів було продовжено і після того, як було офіційно заявлено, що концерт був пранком.[10]
- Російські пранкери намагалися розіграти щойнообраного Президента Польщі від зателефонувавши імені Генерального Секретаря ООН, Анджея Дуду щодо питання територіальної цілісності України, а саме приналежності міста Львів. Та пранк не вдався. [11]
- Російські пранкери спробували розіграти Степана Полторака від імені Петра Порошенка, щоб перекласти відповідальність за події в Донецьку на українських військових. Пранк не вдався, Міністр Оборони "відправив пранкерів у відомому напрямку".[12]
- Офіційне представництво прем'єрки Італії Джорджії Мелоні повідомив, що її ввели в оману російські пранкери, які зателефонували в напружений для неї період, з метою розіграшу від імені африканського високопосадовця напередодні зустрічі з африканськими лідерами на Генеральній Асамблеї ООН. [13][14]
- Міністерство оборони України зірвали пранк з технологією deepfake проти генерального директора Baykar Defence Хайлюка Байрактара.[15]

В російських розіграшах намагаються довести жертву до стану замішання, нерозуміння, іноді сліз, істерики, психічного розладу "на публіку", та для соцмереж.  
Коли в американських пранках на Youtube почали використовувати для жорстоких жартів дітей, адміни платформи відслідкували усі пранк-ролики такого типу та видалили. 

## У популярній культурі
- Барт Сімпсон — герой мультсеріалу Сімпсони — періодично займається розіграшами. Його найчастіша жертва — Мо, якому він дзвонить в його таверну і питає до слухавки людей з вигаданими кумедними іменами, наприклад: Ал Коголік, Мо Шонка, тощо[16].
- У популярному серіалі Бівіс і Батхед є серія про телефонні розіграші.
- Широку популярність здобула байка про жарт астронавта Оуена Герріотта над диспетчером ЦУПа. Герріотт записав на диктофон кілька фраз своєї дружини. Диспетчер був шокований, коли на запит зв'язку отримав відповідь жіночим голосом (серед членів екіпажу жінок не було), що говорить дружина Оуена, яка «вирішила принести хлопцям поїсти чогось свіженького, домашнього».
- Відомий "пранк" над українським військовим, який не вдався блогеру- пранкеру з TikTok, який вирішив розіграти військового "на публіку", та намагався образити, про що виставив ролик в TikTok. Блогера засудили в коментах до викладеного ролику та зобов'язали купити автівку для ЗСУ. [17] [18][19]